# Listă de filme braziliene din 2009
Aceasta este o listă de filme braziliene din 2009:

## Lista
| Titlu                   | Regizor                   | Actori                                                                    | Gen               | Note |
| ----------------------- | ------------------------- | ------------------------------------------------------------------------- | ----------------- | --- |
| À Deriva                | Heitor Dhalia             |                                                                           |                   | Un Certain Regard at the 2009 Cannes Film Festival                                                                                                   |
| Beyond Ipanema          | Guto Barra & Béco Dranoff | Seu Jorge Milton Nascimento Gilberto Gil                                  | Documentary       | |
| Bonitinha Mas Ordinária | Moacyr Góes               |                                                                           | Drama             | |
| Budapest                | Walter Carvalho           |                                                                           | Drama             | |
| Do Começo ao Fim        | Aluisio Abranches         | Rafael Cardoso João Gabriel Vasconcellos Júlia Lemmertz Fábio Assunção    | LGBT films, Drama | |
| The Eye of the Storm    | Eduardo Valente           |                                                                           |                   | Screened at the 2009 Cannes Film Festival |
| Lula, The Son of Brasil | Fábio Barreto             | Rui Ricardo Dias, Glória Pires, Cléo Pires, Juliana Baroni, Milhem Cortaz | Bio-pic           | The film was unanimously chosen by a Ministry of Culture commission as Brazil's submission to the 83rd Academy Award for Best Foreign Language Film. |
| Kafka vai a Floresta    | Daniel Matos              | Daniel Matos Renata Campos                                                | Drama             | |
| Syndrome                |                           |                                                                           | Drama             | |
| Tempos de Paz           |                           | Tony Ramos                                                                | Comedy            | |
| Veronica                | Maurício Farias           | Andréa Beltrão Marco Ricca Matheus de Sá                                  | thriller          | |